# Rosanna Benzi
Rosanna Benzi (Morbello, 10 maggio 1948 – Genova, 4 febbraio 1991) è stata un'attivista, giornalista e scrittrice italiana, nota per avere vissuto per 29 anni in un polmone d'acciaio e per le sue numerose battaglie in favore dei diritti delle persone con disabilità.

## Biografia
Nel marzo del 1962, non ancora quattordicenne, Rosanna Benzi fu colpita dalla poliomielite bulbo-spinale. La malattia le causò una tetraplegia e una grave insufficienza respiratoria e la costrinse a trascorrere il resto della vita in un polmone d'acciaio all'ospedale San Martino di Genova. Rosanna Benzi divenne un personaggio pubblico poco più di un anno dopo il suo ricovero, quando Papa Giovanni XXIII le inviò una lettera con cui le manifestava la propria riconoscenza e le impartiva la propria benedizione. Gli organi di stampa dettero ampio risalto alla sua storia e il nome di Rosanna Benzi divenne  conosciuto a livello nazionale. La vicenda ha un antefatto che fu raccontato 20 anni dopo nel libro  Il vizio di vivere: nel maggio del 1963 Rosanna aveva manifestato privatamente ad alcuni amici l'intenzione di offrire la propria vita e le proprie sofferenze per favorire la guarigione del papa, allora gravemente ammalato e ormai prossimo alla morte. Gli amici stessi, senza avvertirla, avevano spedito una lettera alla segreteria vaticana, con cui informavano il pontefice del desiderio della ragazza. L'improvvisa notorietà contribuì a far maturare in Rosanna Benzi la propensione all'impegno sociale; in età adulta sarebbe diventata una delle voci più autorevoli e ascoltate delle campagne a sostegno dei diritti delle persone con disabilità. Per questa ragione fu proposta da Democrazia Proletaria, durante la segreteria di Mario Capanna, per la carica di senatore a vita.
Nel 1976 Rosanna Benzi fondò la rivista Gli Altri, che poi diresse, dalle cui pagine lanciò alcune importanti campagne di sensibilizzazione nei confronti dei temi dell'handicap e dell'emarginazione sociale; tra queste vi sono la campagna contro le barriere architettoniche e quella per l'abbattimento dell'IVA sulle sedie a rotelle e sui presidi ortopedici. Notevole impatto ebbero anche le sue inchieste su handicap e sessualità delle persone con disabilità e quelle sul trattamento inadeguato che i malati psichiatrici potevano subire nelle strutture manicomiali. Tra i libri di Rosanna Benzi vi sono Il vizio di vivere (Rusconi, 1984) e Girotondo in una stanza (Rusconi, 1987), entrambi scritti con il giornalista Saverio Paffumi. Nel 2011 i due libri sono stati raccolti in un unico volume pubblicato con il titolo Il Mondo di Rosanna Benzi (ABA Libri). Quattro brevi racconti per l'infanzia della Benzi sono raccolti nell'ebook Le favole di Rosanna Benzi (Edizioni Freemedia). Alla sua figura e alla continuità della sua memoria Lavinia D'Errico ha dedicato il volume La femme-machine. Vita di Rosanna Benzi nel polmone d'acciaio (Meltemi, 2018). Riposa nel cimitero comunale di Morbello.

## Memoria
Ispirandosi al suo omonimo libro (tradotto in francese col titolo La cuirasse), nel 1988 Dino Risi girò il film televisivo Il vizio di vivere, dove il ruolo di Rosanna Benzi era interpretato dall'attrice Carol Alt.
A Rosanna Benzi sono stati dedicati la biblioteca civica di Genova nel quartiere Voltri, quella comunale di Morbello e il piazzale antistante all'ospedale San Martino di Genova.

## Opere
- Rosanna Benzi, Il vizio di vivere, Rusconi, 1984, ISBN 8818120549.
- Rosanna Benzi, Girotondo in una stanza, Rusconi, 1987, ISBN 8818120603.
- Rosanna Benzi, Le favole di Rosanna Benzi, FreeMedia, 2013, ISBN 9788898386048.